# A cappella
A cappella [a kaˈpɛla] (angelehnt an den italienischen Ausdruck alla cappella:  Musik „nach Art der Kapelle“; Abkürzung a. c.; Schreibweise zumindest historisch auch a capella) bedeutet:
- in der Ära ab dem späten 16. Jahrhundert eine Kompositionsweise für mehrstimmige kirchliche Vokalensembles mit oder ohne Instrumentalbegleitung
- ab dem 19. Jahrhundert Chormusik bzw. Chorgesang ohne Instrumentalbegleitung
- ein modernes Musikgenre, bei dem ein Close-Harmony-Vokalensemble ohne oder mit minimaler Instrumentalbegleitung auftritt

## Ursprüngliche Bedeutung

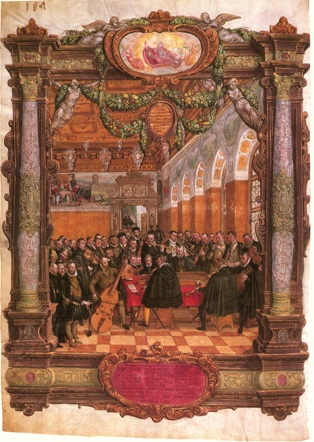
Münchener Hofkapelle

Der A-cappella-Stil hat seinen Ursprung in der polyphonen Kirchenmusik des späten 15. Jahrhunderts, insbesondere in der Musik von Josquin des Prez. Ende des 16. Jahrhunderts erreichte dieser Stil mit Palestrina, der diesen in seiner Chormusik für die Sixtinische Kapelle einsetzt, eine Vorrangstellung.
Die Bezeichnung „a cappella“ lehnt sich an das italienische alla cappella an und bedeutet ursprünglich Musik „nach Art der Kapelle“ (kirchlicher Sängerchor). Zunächst verstand man darunter mehrstimmige Vokalmusik, bei welcher der Chor durch Musikinstrumente begleitet wird und die Instrumente genau das spielen (Colla parte), was die Stimmen singen.

„A capella (Ital.) heißet: wenn Vocal- und Instrumental-Stimmen sich miteinander zugleich, und zwar dergestalt hören lassen, daß diese eben dasjenige, was jene haben, exekutieren.“

„A capella, alla capella, d. h. im Kapellstile, bedeutet in älteren Kirchenmusiken die Bewegung der Singstimmen ohne Instrumente, oder, wenn ja solche den Gesang begleiten, das Fortgehen der Instrumente im Unisono mit den Singstimmen.“

Das bedeutet eine Aufführungspraxis von Vokalmusik, die variabel dargestellt werden konnte. Nach Möglichkeit zog der Kapellmeister eine Orgel oder andere Instrumente bei der Aufführung hinzu, um einige oder alle Gesangsstimmen zu „verdoppeln“. Im 17. Jahrhundert wurde die A-cappella-Musik zunehmend von der Kantate abgelöst, die sowohl für Instrumente als auch für Singstimmen geschrieben wurde.
Die Aufführungspraxis der Sixtinischen Kapelle stellte schon im 18. Jahrhundert einen Sonderfall dar:

„Indessen ist die Päbstliche Music darinnen von anderen unterschieden, daß man dabey keiner Orgel oder anderer Instrumenten brauchet, sondern die Stücke nur hersinget.“

## Bedeutung im 19. Jahrhundert
Bei der Wiederentdeckung der alten Chormusik im 19. Jahrhundert durch Laienchöre kam es zu einem Missverständnis der Bezeichnung a cappella, aus dem eine Bedeutungsveränderung resultierte: Im allgemeinen Sprachgebrauch wurde nun darunter eine Musik verstanden, die vollständig auf Instrumente verzichtet und allein auf der menschlichen Stimme beruht, obwohl der Ausdruck dies nicht besagt.

## Bedeutung im 20. Jahrhundert

### Klassische Musik
In der breiten Masse der traditionellen Chöre hat sich das Verständnis von a cappella als unbegleiteter Musik weitgehend gefestigt. Durch die stärkere Gewichtung des Wissens um die historische Aufführungspraxis im Musikstudium ist zumindest den Berufsmusikern die ursprüngliche Bedeutung bewusst. Chöre und Kantoreien, die heute eine historische Aufführungspraxis beachten, ziehen zu ihren Aufführungen von alter Chormusik im Cappellstil wieder vermehrt Instrumente hinzu.

### Populäre Musik

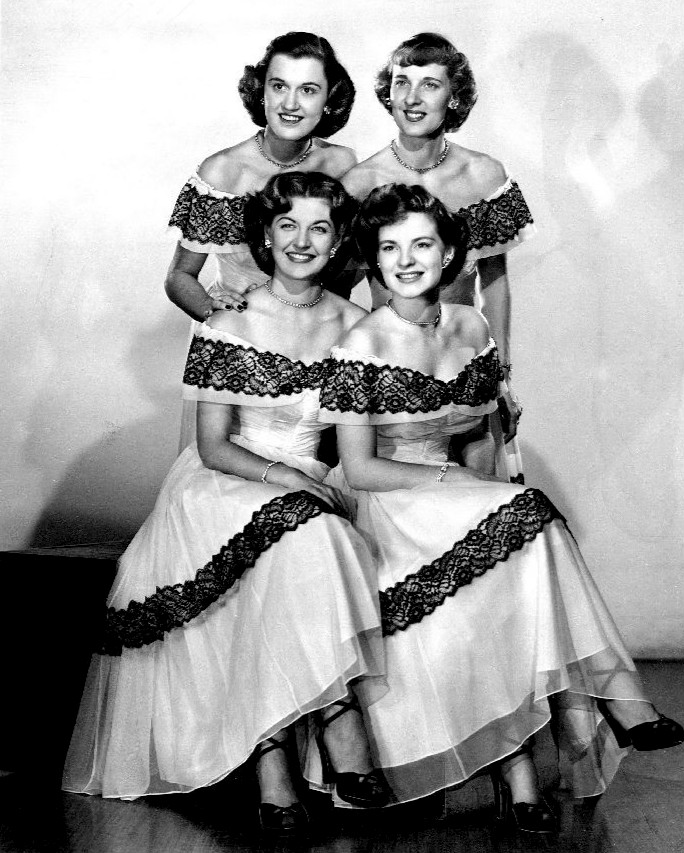
The Chordettes, eine der ersten A-cappella-Girlgroups

Zu Beginn des 20. Jahrhunderts entstand in den USA ein neues populärmusikalisches Genre von vokalen Kleingruppen wie The Whiffenpoofs im Jahr 1909. Dabei wurde in Barbershop-Manier in Close Harmony gesungen. 1927 entstanden nach dem amerikanischen Vorbild der The Revelers in Deutschland die Comedian Harmonists. Sie sangen zwar mit Klavierbegleitung, förderten durch ihre Popularität aber das rein vokale Genre sehr. Weitere Einflüsse nahm die A-cappella-Musik aus dem Doo Wop der 1950er Jahre. Eine der ersten a cappella singenden Girlgroups war das Quartett The Chordettes, deren bekanntester Hit Mister Sandman [Bring me a Dream] aus dem Jahr 1954 ist.
A-cappella-Musik wird heutzutage vor allem durch moderne Vokalensembles mit vier bis sechs Personen aufgeführt. Neben vielen rein männlichen und gemischten Ensembles gibt es nur wenige rein weibliche Bands, beispielsweise Aquabella, medlz oder Niniwe. Als Lied-Material werden zum einen spezielle Coverversionen von Liedern aus dem Pop- und Rock-Bereich verwendet, die ohne Instrumente arrangiert werden. Zum anderen werden speziell hierfür geschriebene und arrangierte Lieder verwendet.
Bei den Arrangements können die einzelnen Stimmen in Melodie und Text gleichberechtigt nebeneinander stehen. Häufig aber übernehmen eine oder mehrere Stimmen die Hauptstimme im Sinne einer Solostimme oder einer Leadstimme, während die anderen Stimmen für die Begleitung sorgen. Dabei ahmen die einzelnen Stimmen, oft durch elektronische Hilfsmittel und Studiotechnik verstärkt, einzelne Instrumente nach – insbesondere das Schlagzeug durch Vocal Percussion oder Beatboxing, gelegentlich auch durch Händeklatschen oder Fingerschnipsen. Vereinzelt benutzen A-cappella-Gruppen auch Eggshaker für die rhythmische Begleitung. Wegen dieser verschiedenen Aufgaben gibt es bei A-cappella-Gruppen die klassische Aufteilung in Melodie- und Rhythmusgruppe.
Seit 1997 findet in Leipzig jährlich das Internationale Festival für Vokalmusik „a cappella“ statt, das seit 2007 im Rahmen eines Wettbewerbs auch Nachwuchsensembles fördert. Weitere bedeutende Wettbewerbe für A-cappella-Ensembles sind im deutschsprachigen Raum unter anderem die International A Cappella Competition in Graz, der A Cappella Award in Ulm sowie der Förderpreis Jugend kulturell.